# Фернанду Пейротеу
Фернанду Пейротеу (порт. Fernando Peyroteo, нар. 10 березня 1918, Луанда — пом. 28 листопада 1978, Лісабон) — португальський футболіст, що грав на позиції нападника за лісабонський «Спортінг» та національну збірну Португалії. Згодом — футбольний тренер.
Найкращий бомбардир в історії чемпіонату Португалії. П'ятиразовий чемпіон Португалії.

## Клубна кар'єра
У дорослому футболі дебютував 1937 року виступами за команду клубу «Спортінг», кольори якої і захищав протягом усієї своєї кар'єри гравця, що тривала тринадцять років. Відзначався надзвичайно високою результативністю, забиваючи в іграх чемпіонату в середньому більше одного голу за матч. З результатом 331 гол у 197 іграх продовжує залищатися найкращим бомбардиром в історії португальської футбольної першості.

## Виступи за збірну
У 1938 році дебютував в офіційних матчах у складі національної збірної Португалії. Протягом кар'єри у національній команді, яка тривала 12 років, провів у формі головної команди країни лише 20 матчів, забивши 15 голів.

## Кар'єра тренера
1961 року легендарний нападник отримав пропозицію очолити тренерський штаб збірної Португалії. Провів на чолі національної команди лише дві гри, після другої з яких, сенсаційного програшу «футбольному карлику», збірної Люксембургу, в рамках відбіркового турніру до ЧС-1962, був звільнений з посади, після чого взагалі залишив великий футбол.
Помер 28 листопада 1978 року на 61-му році життя у місті Лісабон.

## Титули і досягнення

### Командні
- Чемпіон Португалії (5):

«Спортінг»: 1940–41, 1943–44, 1946–47, 1947–48, 1948–49
- Чемпіон Лісабона (7):

«Спортінг»: 1937–38, 1938–39, 1940–41, 1941–42, 1942–43, 1944–45, 1946–47
- Володар Кубка Португалії (5):

«Спортінг»: 1937–38, 1940–41, 1944–45, 1945–46, 1947–48

### Особисті
- Найкращий бомбардир чемпіонату Португалії (6):

1937–38, 1939–40, 1940–41, 1945–46, 1946–47, 1948–49
- Найкращий бомбардир Латинського кубка (1):

1949

## Статистика виступів
| Клуб               | Сезон             | Чемпіонат Португалії | Чемпіонат Португалії | Чемпіонат Лісабона | Чемпіонат Лісабона | Кубок Португалії | Кубок Португалії | Інші | Інші | Всього | Всього | Товариські Матчі | Товариські Матчі | Всього | Всього |
| Клуб               | Сезон             | Ігри                 | Голи                 | Ігри               | Голи               | Ігри             | Голи             | Ігри | Голи | Ігри   | Голи   | Ігри             | Голи             | Ігри   | Голи   |
| ------------------ | ----------------- | -------------------- | -------------------- | ------------------ | ------------------ | ---------------- | ---------------- | ---- | ---- | ------ | ------ | ---------------- | ---------------- | ------ | ------ |
| Спортінг (Лісабон) | 1937/38           | 14                   | 34                   | 10                 | 12                 | 6                | 11               | -    | -    | 30     | 57     | 8                | 14               | 38     | 71     |
| Спортінг (Лісабон) | 1938/39           | 10                   | 14                   | 10                 | 23                 | 6                | 7                | -    | -    | 26     | 44     | 5                | 13               | 31     | 57     |
| Спортінг (Лісабон) | 1939/40           | 17                   | 29                   | 10                 | 17                 | 4                | 8                | -    | -    | 31     | 54     | 8                | 14               | 39     | 68     |
| Спортінг (Лісабон) | 1940/41           | 14                   | 29                   | 2                  | 2                  | 4                | 6                | -    | -    | 20     | 37     | 5                | 8                | 25     | 45     |
| Спортінг (Лісабон) | 1941/42           | 12                   | 28                   | 10                 | 19                 | 3                | 5                | -    | -    | 25     | 52     | 5                | 10               | 30     | 62     |
| Спортінг (Лісабон) | 1942/43           | 18                   | 21                   | 10                 | 13                 | 3                | 4                | -    | -    | 31     | 38     | 4                | 5                | 35     | 43     |
| Спортінг (Лісабон) | 1943/44           | 17                   | 24                   | 9                  | 11                 | 2                | 1                | 1    | 2    | 29     | 38     | 10               | 26               | 39     | 64     |
| Спортінг (Лісабон) | 1944/45           | 15                   | 19                   | 10                 | 11                 | 6                | 10               | -    | -    | 31     | 40     | 7                | 16               | 38     | 56     |
| Спортінг (Лісабон) | 1945/46           | 21                   | 37                   | 10                 | 11                 | 4                | 8                | -    | -    | 35     | 56     | 2                | 9                | 37     | 65     |
| Спортінг (Лісабон) | 1946/47           | 19                   | 43                   | 4                  | 4                  | -                | -                | -    | -    | 23     | 47     | 3                | 2                | 26     | 49     |
| Спортінг (Лісабон) | 1947/48           | 17                   | 14                   | 6                  | 10                 | 5                | 13               | -    | -    | 28     | 37     | 4                | 12               | 32     | 49     |
| Спортінг (Лісабон) | 1948/49           | 23                   | 40                   | -                  | -                  | 0                | 0                | 2    | 3    | 25     | 43     | 14               | 12               | 39     | 55     |
| Спортінг (Лісабон) | 1949/50           | -                    | -                    | -                  | -                  | -                | -                | -    | -    | 0      | 0      | 6                | 9                | 6      | 9      |
| Всього за кар'єру  | Всього за кар'єру | 197                  | 332                  | 91                 | 133                | 43               | 73               | 3    | 5    | 334    | 543    | 81               | 150              | 415    | 693    |